# Valle di Mosso

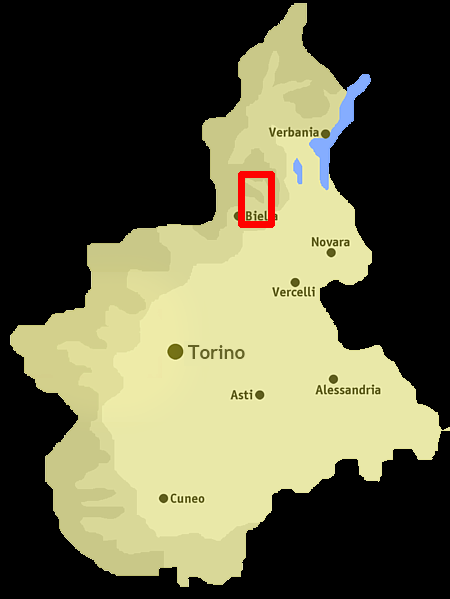
Ubicación del Valle del Cervo en Piamonte

El Valle di Mosso (en italiano también Valle Strona di Mosso) es un valle situado al Norte del Piamonte. Está atravesado en toda su longitud por el río Strona di Mosso, cuyas aguas confluyen en el Cervo.

## Geografía

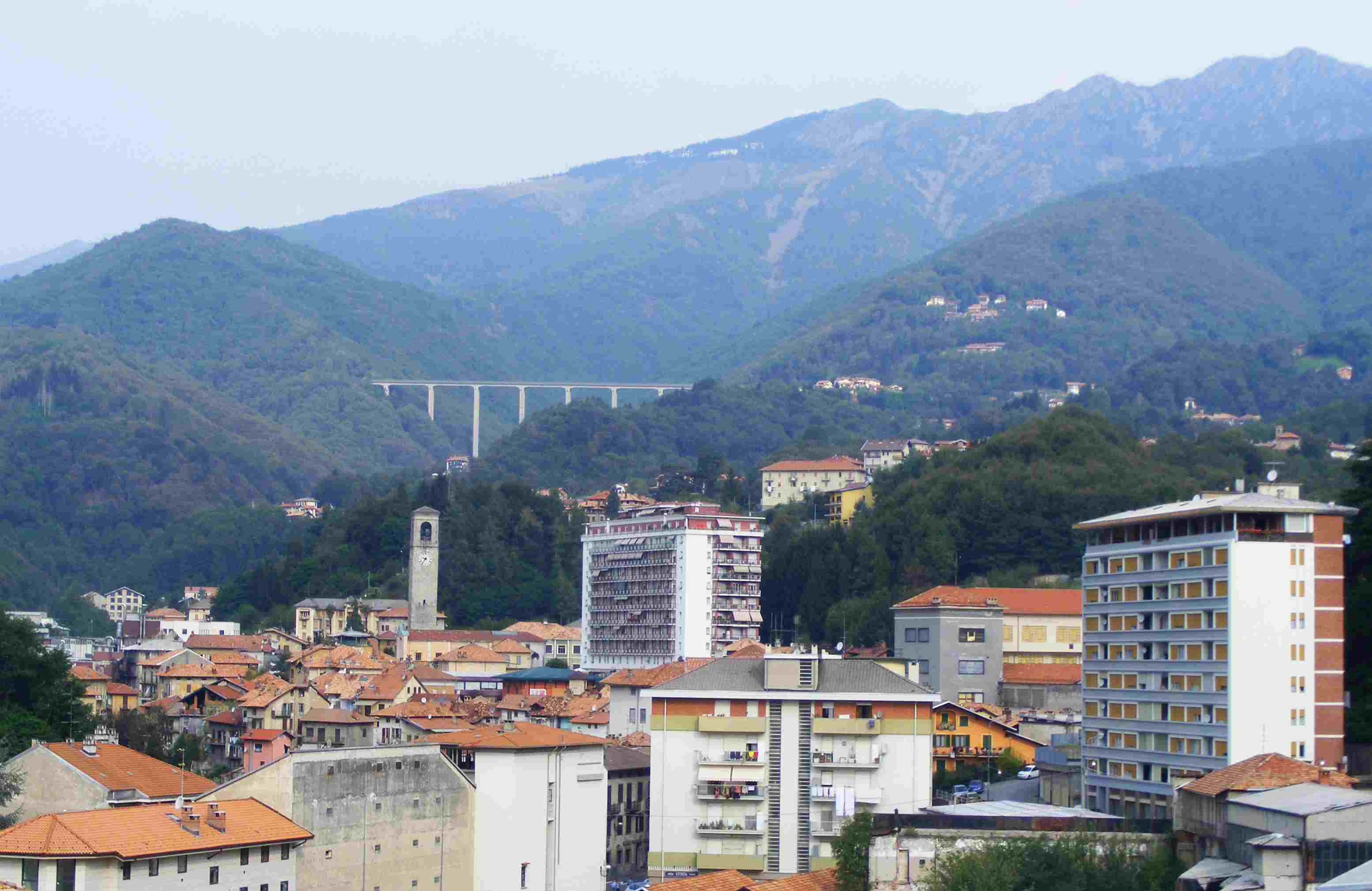
La parte central del valle

Los centros principales del valle son Valle Mosso, Mosso, Trivero y Cossato.
Está delimitado por estas fronteras:
| Norte        | Este           | Sur              | Oeste             |
| * Valsessera | * Valle Ostola | * Llanura padana | * Valle del Cervo |

### Montañas principales

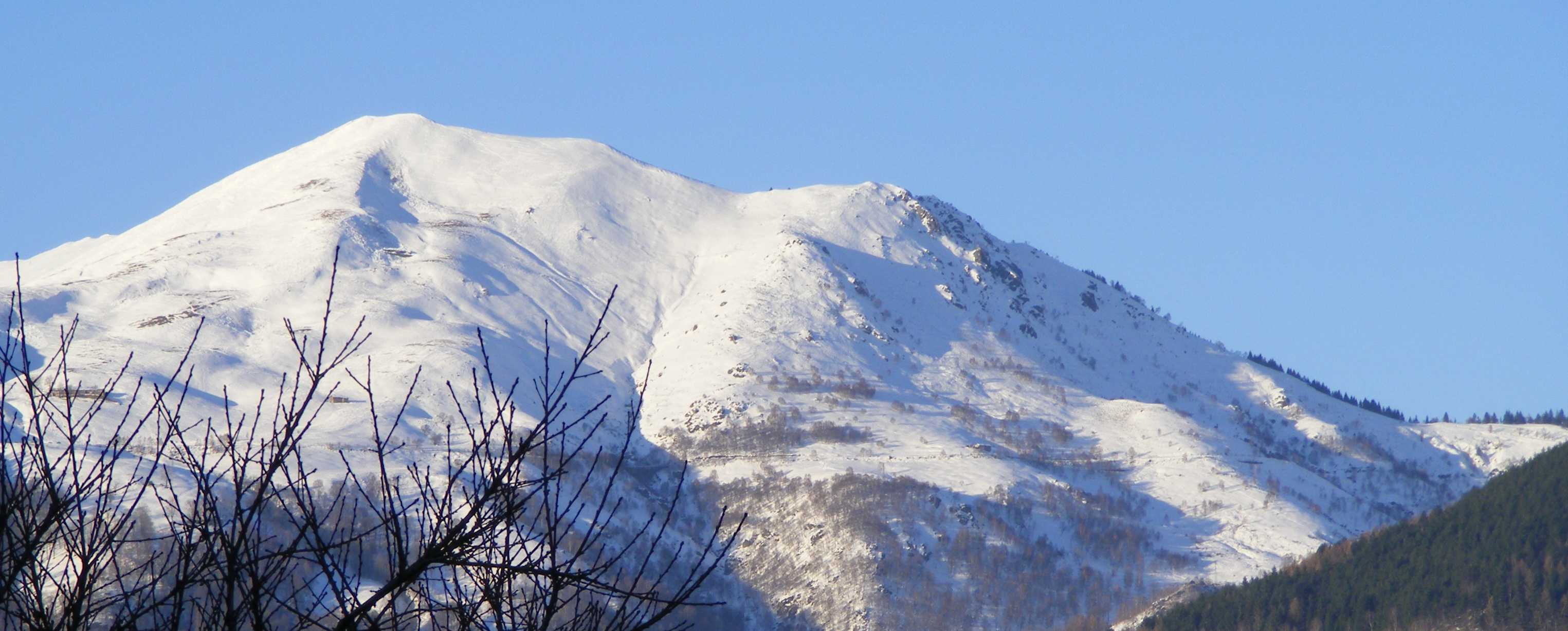
Monticchio, la cumbre más alta del valle, desde la Colma di Biella

- Monticchio (1.697 m);
- Monte Marca (1.616 m);
- Rocca d'Argimonia (1.610 m);
- Monte Rubello (1.414 m);
- Monte Casto (1.138 m);
- Monte Rovella (889 m).